# Ӣ
Ӣ (minuskule ӣ) je písmeno cyrilice. Je používáno pouze v tádžičtině. Jedná se o variantu písmena И, označuje (často dlouhé) přízvučné /i/ na konci slova.